# Gadschijewo
Gadschijewo (russisch Гаджи́ево) ist eine kreisfreie Stadt mit 11.068 Einwohnern (Stand 14. Oktober 2010) im äußersten Norden des europäischen Teils Russlands in der Oblast Murmansk.

## Allgemeines
Gadschijewo liegt an einer Bucht der Barentssee, 32 km nördlich der Gebietshauptstadt Murmansk. Die nächstgelegene Stadt ist Sneschnogorsk, sechs Kilometer südwestlich von Gadschijewo gelegen.
In Gadschijewo befindet sich die Marinebasis Gadschijewo der russischen Nordflotte. Aufgrund deren militärischer Bedeutung ist Gadschijewo eine geschlossene Stadt und ist daher generell nicht auf Landkarten vermerkt. Sie gehört zusammen mit Poljarny und Sneschnogorsk zum geschlossenen Gebiet Alexandrowsk. Westlich der Stadt liegt die Sajda-Bucht, die das mit deutscher Unterstützung gebaute, weltweit größte Lager radioaktiver Überreste von Atom-U-Booten enthält.

## Geschichte
Angelegt wurde der Ort im Jahre 1956 mit der Gründung der Marinebasis, erstmals als Siedlung der Oblast Murmansk offiziell erwähnt wurde er am 15. Mai 1957. Bis 1967 hatte Gadschijewo den Status einer Siedlung und hieß Jagelnaja Guba (Я́гельная Губа́, zu deutsch „Flechtenbucht“) nach der Bucht, an der die Marinebasis liegt. Am 16. Oktober 1967 erhielt die Siedlung ihren heutigen Namen zu Ehren des im Zweiten Weltkrieg gefallenen Marinekapitäns Magomet Gadschijew. Am 14. September 1981 erhielt Gadschijewo den Status einer geschlossenen Stadt und wurde in Skalisty (Ска́листый, „die Felsige“) umbenannt, verbreitet war auch der Codename Murmansk-130. 1999 erhielt die Stadt den Namen Gadschijewo zurück.
Das Stadtwappen Gadschijewos, das die Bedeutung der Stadt als U-Boot-Stützpunkt unterstreichen soll, wurde am 11. Mai 1995 gesetzlich verankert.

### Bevölkerungsentwicklung
| Jahr | Einwohner |
| ---- | --------- |
| 2002 | 12.180    |
| 2010 | 11.068    |

Anmerkung: Volkszählungsdaten